# Sidusa
Sidusa là một chi nhện trong họ Salticidae.